# Catachlorops nigriventer
Catachlorops nigriventer är en tvåvingeart som beskrevs av Barretto 1946. Catachlorops nigriventer ingår i släktet Catachlorops och familjen bromsar. Inga underarter finns listade i Catalogue of Life.